# Amanayé
De Amanayé (ook aangeduid als Amanagé, Manajo of Amanajo) zijn een inheems volk in Brazilië. Zij wonen in het noordoosten van de staat Pará. In 1990 waren er 66 Amanayé, in 2001 waren het er 192.

## Naamgeving
Het woord Amanayé betekent zoiets als "gemeenschap van mensen" in de eigen taal. Een gedeelte van de Amanayé noemt zich Ararandeuara, naar de beek waaraan zij wonen.

## Taal
De taal van de Amanayé behoort tot de Tupi-Guaraní-familie. Zij is nauw verwant met de talen van de Anambé en de Turiwara, die in hetzelfde gebied wonen. Tegenwoordig spreken de Amanayé echter Portugees, omdat zij intensief contact met de blanken hebben, en ook omdat zij zich met huwelijken aan hen verbonden hebben. Slechts de oudere mensen herinneren zich de eigen taal.

## Leefgebied
Vroeger woonden de Amanayé in een gebied dat Alto Capim genoemd wordt. Daar is in 1945 het Reservaat Amanayé (Reserva Amanayé) opgericht. Tegenwoordig wonen ze echter niet meer in dat gebied. Zij wonen nu in de dorpen Saraua e Barreirinha in de gemeente Ipixuna do Pará. In 1998 heeft de FUNAI rond Saraua een stuk Inheems Land voor hen afgebakend van 18.635 hectare. Bij Barreirinha moet dit nog gebeuren.